# Spengler Cup 1974
Der Spengler Cup 1974 (französisch Coupe Spengler 1974) war die 48. Auflage des gleichnamigen Wettbewerbs und fand vom 26. bis 31. Dezember 1974 im Schweizer Luftkurort Davos statt. Als Spielstätte fungierte das dortige Eisstadion. Das Turnier gewann Slovan ChZJD Bratislava.

## Teilnehmer
Mit den Nationalmannschaften aus der Schweiz, Polen und den Niederlanden, einer finnischen olympischen Auswahlmannschaft und dem Vorjahressieger Slovan Bratislava als einzigem Klubteam wurde die 48. Austragung des Spengler Cups erstmals nicht als Klub-, sondern als Nationalmannschaftsturnier bestritten. Die Ursache dieser Veränderung war der Wunsch nach Beteiligung der Schweizer Eishockeynationalmannschaft sowie nach einem trotzdem ausgeglichenen Teilnehmerfeld. Aus sportlichen Erwägungen wurde Slovan Bratislava, Spengler-Cup-Sieger von 1972 und 1973, erneut eingeladen.
Die finnische  Auswahlmannschaft bestand zur Hälfte aus etablierten Spielern wie Esa Peltonen, Jorma Valtonen, Pekka Rautakallio und Timo Nummelin und zur anderen Hälfte aus Nachwuchsspielern. Als Favorit auf den Turniersieg galten der Titelverteidiger Slovan Bratislava (mit Marcel Sakáč,  Milan Kužela, Ľubomír Ujváry, Jozef Bukovinský und Rudolf Tajcnár, Július Haas, Milan Mrukvia) sowie die polnische Eishockeynationalmannschaft mit Spielern wie Robert Góralczyk, Walery Kosyl, Andrzej Tkacz, Tadeusz Obłój, Adam Kopczyński und Stefan Chowaniec.

## Modus
Die fünf teilnehmenden Teams spielten in einer Einfachrunde im Modus «jeder gegen jeden», so dass jede Mannschaft vier Spiele bestritt. Die punktbeste Mannschaft errang den Turniersieg.

## Turnierverlauf
| 26. Dezember 1974 15:30 Uhr | Schweiz C. Henzen (5.) B. Zahnd (11.) B. Zahnd (14.) R. Tschiemer (57.) B. Wittwer (59.) | 5:3 (3:0, 0:2, 2:1) | Niederlande D. Decloe (21.) J. Simons (28.) Tuma (58.) | Eisstadion, Davos Zuschauer: 3.450 |

| 26. Dezember 1974 21:00 Uhr | Slovan ChZJD Bratislava F. Hejčík (6.) M. Miklošovič (8.) M. Šťastný (38.) | 3:3 (2:0, 1:2, 0:1) | Finnland J. Öystilä (29.) I. Kuisma (39.) Lehtonen (56.) | Eisstadion, Davos Zuschauer: 3.800 |

| 27. Dezember 1974 15:30 Uhr | Slovan ChZJD Bratislava M. Šťastný (2.) M. Šťastný (6.) J. Haas (7.) M. Kečka (23.) R. Tajcnár (51.) J. Bukovinský (60.) | 6:3 (3:1, 1:0, 2:2) Spielbericht | Niederlande D. Decloe (17.) R. Krikke (41.) H. Wielheesen (47.) | Eisstadion, Davos Zuschauer: 1.800 |

| 27. Dezember 1974 21:00 Uhr | Schweiz U. Hofmann (14.) | 1:5 1 (1:4, 0:1) Spielbericht | Polen T. Obłój (1.) M. Jaskierski (15.) J. Słowakiewicz (16.) W. Tokarz (19.) L. Tokarz (29.) | Eisstadion, Davos Zuschauer: 2.600 |

| 28. Dezember 1974 16:30 Uhr | Finnland M. Murto (3.) J. Kaski (49.) | 2:3 (1:1, 0:2, 1:0) | Polen T. Obłój (1.) T. Obłój (21.) W. Ziętara (21.) | Eisstadion, Davos Zuschauer: 1.550 |

| 29. Dezember 1974 15:30 Uhr | Schweiz | 0:4 (0:1, 0:1, 0:2) Spielbericht | Slovan ChZJD Bratislava J. Haas (16.) M. Miklošovič (36.) R. Tajcnár (56.) J. Haas (60.) | Eisstadion, Davos Zuschauer: 3.500 |

| 29. Dezember 1974 21:00 Uhr | Finnland E. Peltonen (18.) J. Tamminen (21.) E. Peltonen (22.) E. Peltonen (24.) J. Kapanen (28.) E. Peltonen (38.) J. Kapanen (59.) | 7:2 (1:1, 5:1, 1:0) | Niederlande J. Simons (3.) D. Decloe (34.) J. Simons (33.) | Eisstadion, Davos Zuschauer: 1.900 |

| 30. Dezember 1974 15:30 Uhr | Polen M. Jaskierski (14.) J. Słowakiewicz (36.) M. Jaskierski (45.) | 3:3 (1:0, 1:2, 1:1) | Niederlande J. Schäffer (23.) C. De Graauw (31.) J. MacDonald | Eisstadion, Davos Zuschauer: 900 |

| 30. Dezember 1974 21:00 Uhr | Schweiz J. Kölliker (36.) | 1:6 (0:3, 1:2, 0:1) | Finnland J. Boström (2.) M. Jarkko (13.) M. Jarkko (17.) M. Jarkko (23.) M. Jarkko (24.) T. Flinck (54.) | Eisstadion, Davos Zuschauer: 1.800 |

| 31. Dezember 1974 10:30 Uhr | Slovan ChZJD Bratislava M. Šťastný (3.) J. Bukovinský (16.) P. Mišovič (28.) M. Mrukvia (38.) J. Bukovinský (44.) M. Miklošovič (48.) | 6:6 (2:4, 2:2, 2:0) Spielbericht | Polen J. Szeja (3.) A. Zabawa (8.) T. Obłój (9.) Jerzy Potz (17.) M. Jaskierski (22.) M. Jaskierski (22.) | Eisstadion, Davos Zuschauer: 1.200 |

| 31. Dezember 1974 | Slovan ChZJD Bratislava R. Tajcnár (PS) M. Šťastný (PS) | 2:0 n. P. 2 | Polen |  |

| Pl. |                         | Sp | S | U | N | Tore  | Punkte |
| --- | ----------------------- | -- | - | - | - | ----- | ------ |
| 1.  | Slovan ChZJD Bratislava | 4  | 2 | 2 | 0 | 18:05 | 6:2    |
| 2.  | Polen                   | 4  | 2 | 2 | 0 | 19:08 | 6:2    |
| 3.  | Finnland                | 4  | 2 | 1 | 1 | 21:12 | 5:3    |
| 4.  | Schweiz                 | 4  | 1 | 0 | 3 | 11:26 | 2:6    |
| 5.  | Niederlande             | 4  | 0 | 1 | 3 | 07:26 | 1:7    |

Fair-play-Trophäe Schweiz

## Topscorer
| Name                  | Mannschaft  | Tore | Vorlagen | Punkte |
| --------------------- | ----------- | ---- | -------- | ------ |
| Marián Šťastný        | Bratislava  | 4    | 3        | 7      |
| Martti Jarkko         | Finnland    | 3    | 4        | 7      |
| Mieczysław Jaskierski | Polen       | 5    | 0        | 5      |
| Tadeusz Obłój         | Polen       | 4    | 1        | 5      |
| Jozef Bukovinský      | Bratislava  | 4    | 1        | 5      |
| Dick Decloe           | Niederlande | 2    | 3        | 5      |
| Jan Szeja             | Polen       | 1    | 4        | 5      |